# HD 150429
HD 150429，又名BD+63 1289，SAO 17165、HR 6198，是一颗恒星，视星等为6.16，位于銀經93.89，銀緯39.03，其B1900.0坐标为赤經16h 35m 54.4s，赤緯+63° 39.03′ 26″。